# نبيل حنفي محمود
نبيل حنفي محمود (3 أغسطس 1949 - 5 مايو عام 2021) هو هو أستاذ جامعي وكاتب وناقد ومؤرخ مصري.

## حياته
نبيل حنفي محمود ولد في الثالث من أغسطس عام 1949م بشبين الكوم في مصر وتوفي يوم الأربعاء 5 مايو عام 2021م هو أستاذ الهندسة بجامعة المنوفية، نشأ وتعلم بمدينة قوص حتى التحق بالمعهد العالي الصناعي بشبين الكوم، ليحصل على بكالوريوس هندسة القوى بتقدير جيد جدًا عام 1974م، بعدها عُين معيدًا بالمعهد ليحصل عام 1986م على أول دكتوراه تمنحها جامعة المنوفية في مجال هندسة القوى الميكانيكية. ثم إلتحق بالمناصب العلمية بكلية الهندسة حتى أصبح رئيس قسم هندسة القوى الميكانيكية، وأشرف على العديد من رسائل الماجستير والدكتوراه، ونشر ما يزيد على خمسين مقالًا علميًا في الدوريات المحلية والعالمية، وفي المؤتمرات العلمية داخل وخارج مصر.

## مؤلفاته
كتب نبيل حنفي محمود العديد من المقالات منها:
- «أم كلثوم بين عهدين» نشرت في مجلة الهلال، في فبراير عام 2002م.
- «بدائع الزهور في وقائع الدهور» نشرت في مجلة الهلال، في يونيو عام 2002م.
- «الطبقات الكبرى» نشرت في مجلة الهلال، في أغسطس عام 2002م.
- «الروضة المأنوسة في أخبار مصر المحروسة» نشرت في مجلة الهلال، في يناير عام 2003م.
- «أشهر المعارك الفنية بين نجوم الغناء» نشرت في محلة الهلال، في فبراير عام 2003م.
- «الطالع السعيد الجامع» نشرت في مجلة الهلال، في أغسطس عام 2003م.
- «أشهر المعارك الفنية» نشرت في مجلة الهلال، في سبتمبر عام 2003م.
- «آخر نجوم العصر الذهبي للأغنية العربية كمال الطويل» نشرت في مجلة الهلال، في أكتوبر عام 2003م،
- «العقاد ناقدًا موسيقيًّا» نشرت في مجلة الهلال، في مارس عام 2004م.

- «أشهر المعارك الفنية بين نجوم الغناء بين الطويل والشريف» نشرت في مجلة الهلال، في أبريل عام 2004م.

- «الحمام ومناهج التقدم والتخلف» نشرت في محلة الهلال، في يونيو عام 2004م.
- «حكاية أسمهان أميرة الغناء العربي» نشرت في محلة الهلال، في أغسطس عام 2004م.
- «الصلح بين أم كلثوم وزكريا أحمد» نشرت في مجلة الهلال، في أكتوبر عام 2004م.
- «البلبل والعندليب» نشرت في مجلة الهلال، في يناير عام 2005م.
- «الطوفان..نظرية تتمخض فتلد تسونامي» نشرت في مجلة الهلال، في فبراير عام 2005م.
- «بيرم التونسي وأبو بثينة» نشرت في مجلة الهلال، في مارس عام 2005م.
- «محاكمة شعر مرسي جميل عزيز» نشرت في مجلة الهلال، في أبريل عام 2005م.
- «عبد الوهاب مقتبسا» نشرت في مجلة الهلال، في مايو عام 2005م.
- «الأغنية الرمضانية من الفاطميين إلى عصر الإذاعة» نشرا في مجلة الهلال، في مايو عام 2005م.
- «عائلة كاترينا وريتا» نشرت في مجلة الهلال،  في نوفمبر 2005م.
- «إبداع يغني» نشرت في مجلة الهلال، في ديسمبر عام 2005م.
- «الشمس طاقة بلا حدود» نشرت في مجلة الهلال، في فبراير عام 2006م.
- «الطاقة النووية بين العلم والسياسة» نشرت في مجلة الهلال، في يونيو عام 2006م.
- «نجوم ساطعة في مجال الفن: الغناء اللبناني» نشرت في مجلة الهلال، في سبتمبر عام 2006م.
- «مجد الأغنية الوطنية» نشرت في مجلة الهلال، في ديسمبر عام 2006م.[4]

كما كتب بعض الكتب:
- «نجوم العصر الذهبي لدولة التلاوة» باللغة العربية في 100 صفحة.[5]

- «معارك فنية» عن مؤسسة دار الهلال السلسلة: كتاب الهلال، صدر بتاريخ واحد يناير عام 2007م، باللغة العربية في 310 صفحة، الترقيم الدولي 9770712590.[6][7]

- «فريد الأطرش ومجد الفيلم الغنائي»[8]

- «حكايات أسرة أرمنية: من الشتات إلى المجد» عن الهيئة العامة لقصور الثقافة، صدر في تاريخ الأول من يناير عام 2012م، باللغة العربية في 224 صفحة، الترقيم الدولي 9789772160525.[9]

- «أئمة وشعراء غنائيون» عن دار الهلال للنشرو التوزيع.[10][11]

- «فصول من تاريخ الغناء المصري»[12]